# 向邦鼎
向邦鼎（1712年3月24日（康煕五十一年二月十八日）—1785年4月16日（乾隆五十年三月八日）），和名湧川親方朝喬，童名松金，號恕嶽，琉球國第二尚氏王朝政治家、三司官。向氏湧川殿內十二世。
向邦鼎是向崇簡（湧川親方朝略）的長子。乾隆十七年（1752年）冬，向邦鼎以耳目官的身份，與正議大夫楊大壯（胡屋親雲上）一同前往清朝朝貢，翌年歸國。乾隆十九年（1754年），為禀報進貢使回國事，他奉命出使薩摩藩，同年回國。乾隆二十三年（1758年），以年頭使的身份出使薩摩藩，翌年歸國。乾隆二十九年（1764年），因德川家治繼任日本江戶幕府的將軍，向邦鼎作為慶賀副使，與正使尚和（讀谷山王子朝恆）一起上江戶，翌年回國。
乾隆三十年十一月朔日（1765年12月12日），向邦鼎出任三司官，並賜紫地浮織冠。三司官任內，向邦鼎於乾隆四十年（1775年）同兩位同僚馬宣哲（宮平親方良廷）、馬國器（與那原親方良矩），以及攝政尚和（讀谷山王子朝恆），聯名向尚穆王提議編撰賞罰科律。此提議立刻獲得尚穆王的批准。這部科律後來在乾隆五十一年（1786年）編纂完成，稱《琉球科律》，是為琉球歷史上第一部成文法。
乾隆四十三年十二月十九日（1779年2月5日）致仕。乾隆五十年三月八日（1785年4月16日）卒，壽七十四。

## 家族
- 父：向崇簡（湧川親方朝略）
- 母：思戸（號壽淑，夏氏安里親方賢清三女）
  - 弟：向邦器（湧川里之子朝教）
  - 妹：思乙（號慈觀，嫁向氏美里按司朝昌）
  - 妹：眞鶴（號順節，嫁馬氏與座親雲上良向）
  - 妹：思武太（號順節，嫁殷氏神谷親雲上庸昌）
  - 妹：眞呉染（號桃園，嫁翁氏宮城里之子親雲上盛倫）

- 室：眞蒲戸（號眞一，向儉德（譜久山親方朝見）長女）
  - 長子：向元龍（湧川親方朝興）
  - 長女：思戸（號誠肅，嫁向氏新里朝榮）
  - 次女眞蒲戸（號順節，嫁馬氏小祿親方良頴）
  - 次子：向元鳳（湧川里之子親雲上朝義）
  - 三女：思龜（號諍岩，嫁向氏盛島親方朝朗）
  - 三子：朝紀